# Zlín
Zlín é uma cidade checa localizada na região de Zlín, distrito de Zlín.

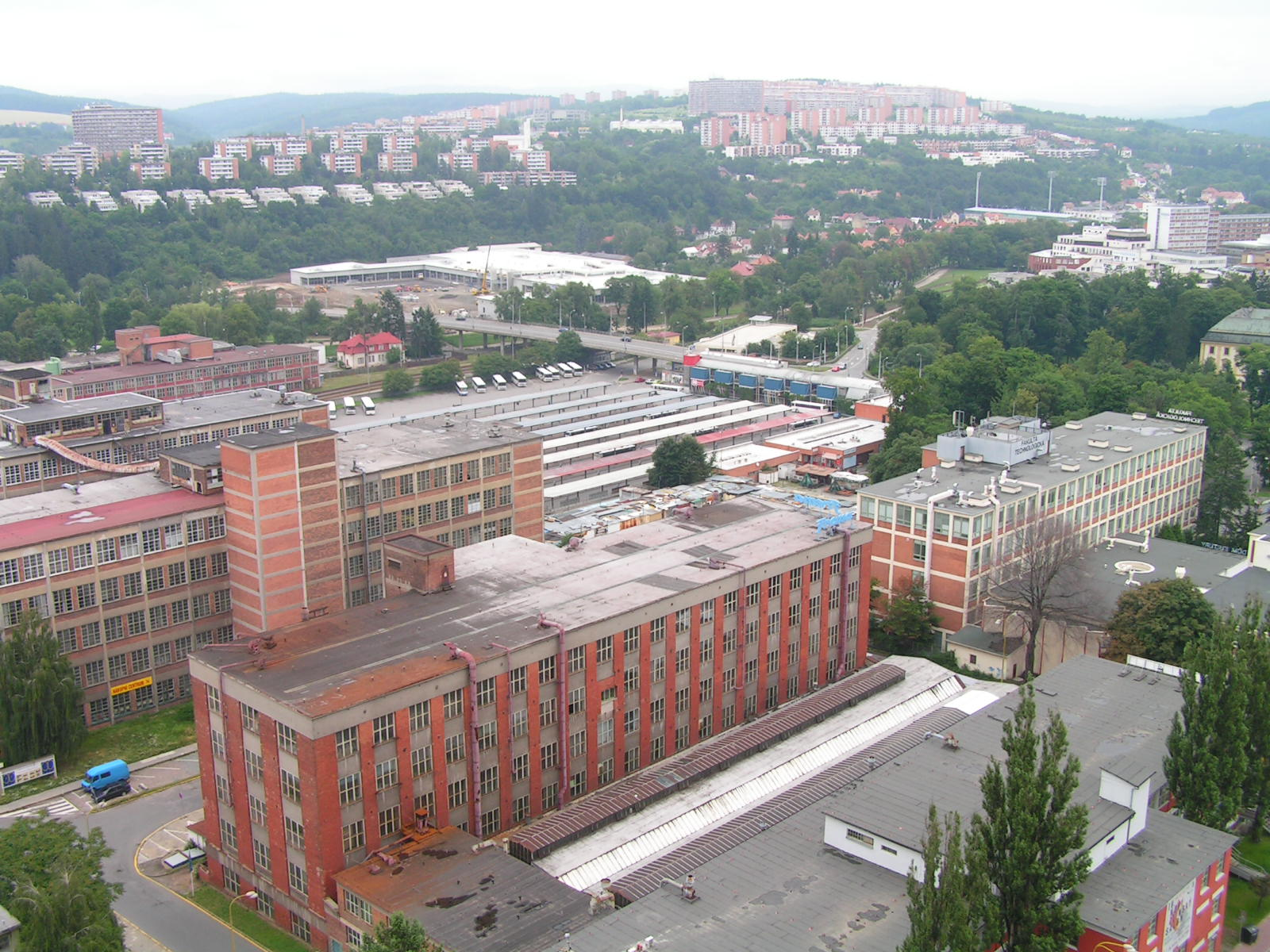
Zlín

## Cidades-Irmãs
- Campo Grande, Brasil
- Cuiabá, Brasil